# Dia d'enganyar
El dia d'enganyar (anomenat dia d'enganyar a Menorca i poisson d'avril a França, pesce d'aprile a Itàlia, aprilvis a Bèlgica i als Països Baixos, ) és una tradició en molts països el primer d'abril que s'assembla a la dia dels innocents als Països Catalans.
Tot i que el dia s'ha observat durant segles, els seus veritables orígens són desconeguts i pràcticament impossible de traçar. Té lloc en molts països europeus (Regne Unit, Irlanda, França, Itàlia, Galícia, Portugal, Alemanya, Països Baixos, Romania, Bèlgica, Polònia, Dinamarca, Suècia, Noruega i Islàndia) i també als Estats Units, Austràlia, Brasil i Japó.

## Història
Hi ha moltes explicacions sobre l'origen d'aquesta festa. Una seria que a mitjan segle xvi a tot França les festivitats d'Any Nou començaven el 25 de març i acabaven una setmana després, el 1r d'abril. El 1564, per mitjà del decret de Roussillon, el rei va decretar l'adopció del calendari gregorià i l'Any Nou es va traslladar al 1r de gener. Segons la llegenda, molts francesos s'oposaren al canvi o que simplement ho van oblidar i van seguir intercanviant regals i festejant en la setmana que concloïa el 1r d'abril. Els folgosos van decidir de ridiculitzar-los oferint presents absurds i convidant a festes inexistents, i així seria nascut la tradició de fer folgues el primer dia d'abril.
Una altra teoria, menys estesa però igualment fascinant, fa que la tradició es remunti al segle xiv  i implica el beat Bertran , patriarca d'Aquileia. Segons aquesta història, Bertran va salvar miraculosament un papa de l'asfíxia causada per una espina de peix. Com a mostra d'agraïment, el pontífex va establir que, en commemoració del perill evitat, no es mengés peix a Aquileia l'1 d'abril.
El nom peix d'abril, que rep la víctima de les folgues, va lligat al zodíac: tot esdeveniment que esdevenia en aquesta data té una relació amb el fet que el Sol abandonava la constel·lació de Peixos. Napoleó I va ser anomenat «peix d'abril» quan es va maridar amb Maria Lluïsa d'Àustria un 1r d'abril.
La tradició del pesce d'aprile s'hauria propagtr després a Itàlia amb el mateix nom. Es va expandir encara més, fins a arribar als Estats Units uns dos-cents anys després, mitjançant els anglesos, que l'anomenaren el dia dels ximples d'abril (‘April fools' day’). Els alemanys tenen el seu Aprilscherz, els brasilers el seu dia da mentira, i els escocesos anomenen la víctima de les folgues gowk (cucut). Modernament s'ha transformat en una eina de màrqueting d'empreses que envien ofertes que són massa bones per ser veritat.
A Menorca la tradició remunta al domini britànic de l'illa, en entre 1708 al 1802. A la Catalunya del Nord també té tradició.  A Galícia també es fa també el primer d'abril. La dita popular, que fa referència a les carallades que es feien als llocs rurals, quan la xicalla canviava de lloc les eines i els carros dels veïns, diu «o primeiro de abril, van os burros onde non deben ir». Als països de parla neerlandesa es diu «L'1 d'abril s'envien els ximples on vulguin». La mainada hi sol salutar amablement els adults, amb una càlida palmada a l'esquena, mentrestant hi enganxan un peix de paper, tot esperant que no se n'adonin pas i corrin tot el dia amb el peix.
A la resta de Països Catalans, a Espanya i alguns estats d'Amèrica llatina existeix una tradició similar, celebrada el 28 de desembre, el dia dels Sants Innocents, una festa que barreja ritus pagans amb el mite bíblic de la matança perpetrada per Herodes.